# Georges Calmettes
Pour les articles homonymes, voir Calmettes.
Georges Calmettes est un footballeur français né le 17 juillet 1942 à Frontignan (Hérault) et mort le 13 mai 2010 à Boujan-sur-Libron (Hérault). Il joue au poste de milieu de terrain ou de défenseur central du début des années 1960 au milieu des années 1970.
Il commence sa carrière au SO Montpellier et remporte avec ce club le championnat de France de Division 2 en 1961. Il évolue ensuite dans cinq clubs différents. Finaliste de la Coupe de France en 1972 avec le SC Bastia, il termine sa carrière professionnelle au Montpellier PSC.

## Biographie
Georges Calmettes débute au football à l'AS Frontignan AC puis rejoint en junior le SO Montpellier. Entraîné par l'ancien joueur du club Istvan Zavadsky, il atteint avec ses coéquipiers, notamment Henri Augé, les demi-finales de la coupe Gambardella en 1960. Les Montpelliérains sont éliminés à ce stade par le LOSC. Les juniors du SOM remportent ensuite, la même année, le tournoi international junior de Rouen. Il s'impose comme titulaire en équipe première l'année suivante au poste de inter. Le SOM remporte lors de cette saison le championnat de France de division 2. Le club atteint également les demi-finales de la Coupe de France après avoir éliminé le Stade de Reims en quart de finale sur le score de deux à zéro. Les Somistes s'inclinent à ce stade de la compétition face au Nîmes Olympique sur le score de deux à un. Il réussit sa saison la plus complète sous le maillot du SOM lors de la saison 1964-1965 de division 2. Il inscrit douze buts en championnat et le club termine sixième du championnat à une place des barrages. Le club atteint également les demi-finales de la coupe Drago où il est éliminé par le Racing Club de Lens.
Georges Calmettes et son coéquipier Max Ferrier signent en 1965 à l'AS Cannes qui vient d'être promu en division 1. Le club redescend aussitôt et, après un an en division 2, il rejoint le Stade rennais. Aligné au poste d'inter ou de défenseur central, Georges Calmettes est barré au poste de titulaire par Jacques Rossignol et Victor Mosa et, en fin de saison, quitte le club.
Après une saison à l'AC Ajaccio, il signe au SC Bastia. Avec le club bastiais, il atteint la finale de la Coupe de France en 1972. Les Bastiais sont battus par l'Olympique de Marseille sur le score de deux à un, Georges Franceschetti réduit la marque à la 85e minute à la suite d'un coup franc tiré par Georges Calmettes. En début de saison suivante, il remporte avec ses coéquipiers le Challenge des champions. Dans ce match disputé au Stade de Bon Rencontre de Toulon, les Bastiais prennent leur revanche sur l'Olympique de Marseille en l'emportant cinq à deux. Georges Calmettes et Josip Skoblar sont expulsés à la 80e minute de la rencontre. À l'issue de cette saison, il rejoint l'Olympique avignonnais en division 2 où il joue deux saisons.
Il termine sa carrière au Montpellier PSC qui évolue en division d'honneur Sud-Est. Le club du président Louis Nicollin recrute également Henri Augé et Fleury Di Nallo et en fin de saison, remporte le titre. L'année suivante, les Montpelliérains éliminent le tenant de la coupe de France, l'Olympique de Marseille, en 32e de finale. Il termine sa carrière sur une huitième place en division 3. Georges Calmettes meurt le 13 mai 2010 à Boujan-sur-Libron à l'âge de soixante-sept ans.

## Palmarès
Georges Calmettes dispute 269 rencontres de division 1 pour 13 buts marqués et 167 rencontres de division 2 pour 36 buts marqués. Il remporte avec le SO Montpellier le championnat de France de division 2 en 1961.
Avec le SC Bastia, il est finaliste de la Coupe de France en 1972 et gagne le Trophée des champions en 1972. Son dernier trophée est le championnat de division d'honneur Sud-Est en 1976 avec le Montpellier PSC.

## Statistiques
Le tableau ci-dessous résume les statistiques en match officiel de Georges Calmettes durant sa carrière de joueur professionnel.
| Saison                | Club                  | Championnat           | Championnat | Championnat | Coupe(s) nationale(s) | Coupe(s) nationale(s) | Compétition(s) continentale(s) | Compétition(s) continentale(s) | Compétition(s) continentale(s) | Trophée des champions | Trophée des champions | Total | Total |
| Saison                | Club                  | Division              | M.          | B.          | M.                    | B.                    | Comp.                          | M.                             | B.                             | M.                    | B.                    | M.    | B.    |
| 1960-1961             | SO Montpellier        | Division 2            | 25          | 1           | 5                     | 0                     | -                              | -                              | -                              | -                     | -                     | 30    | 1     |
| 1961-1962             | SO Montpellier        | Division 1            | 31          | 1           | 3                     | 0                     | -                              | -                              | -                              | -                     | -                     | 34    | 1     |
| 1962-1963             | SO Montpellier        | Division 1            | 27          | 0           | 1                     | 0                     | -                              | -                              | -                              | -                     | -                     | 28    | 0     |
| 1963-1964             | SO Montpellier        | Division 2            | 29          | 6           | 1                     | 0                     | -                              | -                              | -                              | -                     | -                     | 30    | 6     |
| 1964-1965             | SO Montpellier        | Division 2            | 29          | 12          | 7                     | 7                     | -                              | -                              | -                              | -                     | -                     | 36    | 19    |
| 1965-1966             | AS Cannes             | Division 1            | 36          | 2           | 4                     | 0                     | -                              | -                              | -                              | -                     | -                     | 40    | 2     |
| 1966-1967             | AS Cannes             | Division 2            | 31          | 5           | 1                     | 0                     | -                              | -                              | -                              | -                     | -                     | 32    | 5     |
| 1967-1968             | Stade rennais         | Division 1            | 25          | 4           | 1                     | 0                     | -                              | -                              | -                              | -                     | -                     | 26    | 4     |
| 1968-1969             | AC Ajaccio            | Division 1            | 29          | 0           | 1                     | 0                     | -                              | -                              | -                              | -                     | -                     | 30    | 0     |
| 1969-1970             | SC Bastia             | Division 1            | 24          | 4           | 8                     | 0                     | -                              | -                              | -                              | -                     | -                     | 32    | 4     |
| 1970-1971             | SC Bastia             | Division 1            | 31          | 1           | 1                     | 0                     | -                              | -                              | -                              | -                     | -                     | 32    | 1     |
| 1971-1972             | SC Bastia             | Division 1            | 37          | 0           | 9                     | 0                     | -                              | -                              | -                              | -                     | -                     | 46    | 0     |
| 1972-1973             | SC Bastia             | Division 1            | 21          | 1           | 2                     | 0                     | C2                             | 1                              | 0                              | 1                     | 0                     | 25    | 1     |
| juil-sept 1973-1974   | SC Bastia             | Division 1            | 8           | 0           | -                     | -                     | -                              | -                              | -                              | -                     | -                     | 8     | 0     |
| sept-juin 1973-1974   | Olympique avignonnais | Division 2            | 24          | 5           | 3                     | 0                     | -                              | -                              | -                              | -                     | -                     | 27    | 5     |
| 1974-1975             | Olympique avignonnais | Division 2            | 29          | 7           | 2                     | 1                     | -                              | -                              | -                              | -                     | -                     | 31    | 8     |
| 1975-1976             | Montpellier PSC       | DH Sud-Est            | 20          | 8           | 3                     | 0                     | -                              | -                              | -                              | -                     | -                     | 23    | 8     |
| 1976-1977             | Montpellier PSC       | Division 3 Sud        | 10          | 1           | -                     | -                     | -                              | -                              | -                              | -                     | -                     | 10    | 1     |
| Total sur la carrière | Total sur la carrière | Total sur la carrière | 466         | 58          | 52                    | 8                     | -                              | 1                              | 0                              | 1                     | 0                     | 520   | 66    |

## Source
- Col., Football 74, Les Cahiers de l'Équipe, 1973, cf. page 78.